# アイテム課金
アイテム課金（アイテムかきん）とは、コンピュータゲーム内で利用できるアイテム（追加コンテンツ）を課金してユーザーに販売するビジネスモデル。
日本オンラインゲーム協会（JOGA）のガイドライン によると、2021年現在、ゲームの課金方式は「パッケージ販売」・「月額課金」・「アイテム課金」・「従量課金」（プレイするたびに課金する方式）・「その他の課金」（複数の課金方法を組み合わせたものなど）の5種類あるとされており、そのうちの「アイテム課金」について本稿で扱う。以下、用語などは日本オンラインゲーム協会のガイドラインになるべく従うものとする。

## 概要
アプリケーション内で小出しで課金することによってサービスが拡充するというマイクロトランザクションと呼ばれるシステムの一種である。アイテム課金型ビジネスモデルを採用したゲームの多くは、プレイするにあたっての基本料金が無料である「Free-to-play（基本プレイ無料）」と呼ばれる形態のビジネスモデルを採用しているが、アイテム課金にその他の課金方法を組みあわせた「ハイブリッド課金」と呼ばれる形態のゲームも存在する。日本では一部でも無料で遊べる要素がある場合「基本無料」などと銘打っており、「一部有料のコンテンツがある」旨を、活字の小さい「打ち消し表示」の注意書きで書くことがある。

主にオンラインゲームやソーシャルゲーム（スマートフォン用アプリ、ブラウザゲームなど）で導入されているが、近年ではコンシューマーゲームでも「ダウンロード専売・基本無料」として導入されるゲームが登場している。
「課金」という語は、「サービスの提供者が利用者にお金を支払わせる」という字義の通り提供者に対して用いる用語であるが、「提供者にお金を支払いサービスを享受する」という本来誤った意味合いで「課金」を用いる人が多く広まっている。NHK放送文化研究所の調査では特に若年代に多く後者の用法で使用しているという結果が出ており、寄付を行う意味で「募金」を用いることと同様、新しい用法に対しどのように受け止められているかを受け止める必要がある、と結論付けている。お金を支払わずに遊ぶことは「無課金」と呼ばれ、課金と同様に新しい用法が広まっている。

## 歴史

### ゲーム内コンテンツ購入型課金制の導入
日・中・韓で最初に「アイテム課金」が流行した背景として、当時韓国や中国で、インターネットの普及に合わせて売り切り型ゲームで急激に増える海賊版ユーザーを防ぐために月額課金型のオンラインゲームが隆盛をみており、一部の韓国製オンラインゲームが日本にも進出して人気を得ていたという事情がある。日本市場におけるフィーチャーフォン時代後期以降からスマホ時代にかけてのコンテンツビジネスの歴史については『スマホ白書』各年度版に詳しい。
アイテム課金は、2001年9月に韓国と中国にてリリースされた韓国製MMORPG『The Legend of Mir 2』が、アバター用の服装のアイテムに課金制を敷いたのが最初のケースである。
基本無料・アイテム課金で収益を得るモデルを史上初めて採用したゲームは、韓国で2003年4月に正式リリースされた『メイプルストーリー』で、当初はカジュアルゲームと呼ばれ、高額な月額料金が払えない経済力の低い学生を対象とするゲームに基本無料・アイテム課金型のビジネスモデルが採用された。
アバターシステムとは、アバター用アイテムを購入することでアバターをコーディネートできる、という形で（ガチャではなく）アバターで収益を上げる無料ゲームのビジネスモデルを指す。のちに「ガチャ」とよばれるシステムを生み出す『メイプルストーリー』も、2003年4月のリリース当時はアバターシステムを柱としていた。
一方、ハイブリッド課金とは、月額課金や従量課金などにアイテム課金を組みあわせて収益を上げるビジネスモデルであり、当時の一般的なオンラインゲームはこちらを採用していた。例えば、無料のカジュアルゲーム『メイプルストーリー』を提供するネクソンも、一方では『風の王国』などの月額課金ゲームを提供しており、中国で人気の『The Legend of Mir 2』も当時はハイブリッド課金を採用していた。『メイプルストーリー』開発者インタビューで、無料ゲームのアバターに「1万円近く使っている人が多い」ということがわざわざ特筆されるなど、後に上限のない課金額が各国で法規制を招く「アイテム課金」も、カジュアルユーザーをメインターゲットとする2003年当時の収益はターゲットに相応の額であった。なお、2003年8月に日本でのベータ版サービスが開始されたこの『メイプルストーリー』が、日本初の基本無料（アイテム課金）ゲームとなる。

### ランダム排出型の登場と排出確率問題
ランダム型アイテム提供方式（いわゆる「ガチャ」）は、日本版『メイプルストーリー』が2004年4月に実装した「ガシャポンシステム」が初出で、日本で最初に実装された。韓国ではガチャによって得られるアイテムが最初から分かっている「確定ガチャ」（日本で言う「BOXガチャ」に相当）が2014年の時点では主流で、ランダム型ガチャのようにより高レアリティのアイテムを得られる確率を低くするのではなく、よりレアなアイテムを得られるための課金額が倍々で増えることで収益を得ている。また、2013年に中国政府が「ガチャ課金が「賭博」である」と勧告したため、課金の累積額に応じて「特権」を得られる「VIPシステム」が収益の基本となっているとの話もある。ただ、これは強制力を持った規制ではなく、あくまで非推奨との態度を示したに過ぎない。中国でランダムガチャが禁止などという話は度々上がって来たが、完全なデマなので注意が必要だろう。後述のガチャ不当表示訴訟事件の記事からも、2020年代の今を持ってガチャがまだまだ大きな収益源である事が見て取れる。また、2021年現在は韓国もランダム型ガチャが主流に戻っており、特に業界最大手のネクソンはこの傾向が顕著。メイプルストーリーのキューブ(1億円を投じても最高の効果を引くのが困難)を初めとする青天井ガチャ群が国会で追及されるなど韓国内でも批判が多い。
有料の「ランダム型アイテム提供方式」に数万円〜数十万円を注ぎ込む、いわゆる「廃課金」ユーザーを生み出し、2010年代には社会問題化した（後述）。2008年の時点で既に「ガシャポンはアイテム課金の代表的なサービス」であることが『メイプルストーリー』の開発者から語られている。2010年代には無料ゲームのアイテム課金に数十万円も注ぎ込む「廃課金」はおろか、数百万円を費やす「神」クラスも現れた。
日本や中国では、2018年時点で多くのゲーム会社がJOGA、CESA、Apple等のガイドラインおよび自国の法に従い、ガチャの確率表示に踏み切っている。韓国では多くのゲーム会社が「営業秘密」を理由に確率公開を拒否してきた が、2021年に発覚した『メイプルストーリー』のガチャ確率操作事件(後述)をきっかけに批判が高まり、ゲーム運営会社周辺でトラックやバスを使ったデモが繰り返される大炎上に発展。大手ゲーム会社を中心に、韓国でも確率表示の動きが広まっている。。

### アイテム課金重視によるプレイ料金無償化
「基本無料」は、1990年代後半から2000年代前半にかけて存在した、上記『メイプルストーリー』などの無料カジュアルゲームを祖先として挙げることもできるが、月額課金に代わって「基本無料」が主流となる直接的なきっかけとなるのが、月額課金型オンラインゲームの市場飽和と、中国・韓国・日本で2004年から2005年にかけて運営を開始した無料カジュアルゲーム『マビノギ』や『スカッとゴルフ パンヤ』などの成功で、これを受け、韓国では2005年8月にネクソンが『風の王国』など自社の月額課金ゲームを「基本無料」へと切り替えた。それらが成功をするのを見た競合韓国企業も、自社のコンテンツを「月額課金」から「基本無料」へと変えた。中国でも2005年11月には『The Legend of Mir 2』が「基本無料」となり、続いて中国で2006年4月に正式リリースされた『征途』の成功によって基本無料（部分有料）でアイテム課金型のビジネスモデルが確立する。『征途』をきっかけに、中国でも金山軟件や完美世界などの大手メーカーが一気に基本無料MMORPGに参入し、「征途時代」と呼ばれる盛況を呈した。欧米のゲームでも『The Lord of the Rings Online』が2007年11月に「Free to Play」（F2P）となるなどして、次第に一般化した。

### 運営プラットフォームの移行
モバイルソーシャルゲームはグリーが2007年5月にリリースした「釣り★スタ」が史上初 で、それ以来、PC→フィーチャーフォン→スマホと、アイテム課金は文字通り「進化」していった。ソーシャルゲームではSNS上の相手との協力プレイや対戦（PvP、Player versus Player）ができるため、プレイヤーは主に対戦相手との勝負に勝つための有料アイテムを利用する（Pay to Win）傾向があるが、日本では「カードコレクションバトル型ゲーム」が主流となったため、主にカードをコレクションするためのアイテムに料金を支払う方向に進化し、またゲーム内容もPvPよりもシングルプレイ（PvE、Player versus Environment）を重視する方向に進化していった。

### 育成型コレクションアイテム
「カードコレクションバトル」型ゲームは、「キャラクターのコレクション」「合成や進化」「スタミナ制」「ガチャ」などの要素を持つゲームで、2009年にリリースされたZyngaの『Mafia Wars』と、そのゲームシステムをほとんどそのまま日本に持ち込んだ『怪盗ロワイヤル』によって原形が形作られ、これに2010年9月にリリースされた『ドラゴンコレクション』が「カードのコレクション」の要素を加えたことによって完成を見た。「カードコレクションバトル」型ゲームは日本のモバイルソーシャルゲームと相性が良く、ゲーム性が低くただ単に携帯電話のボタンを押しているだけの「ポチポチゲー」と揶揄されながらも、日本のフィーチャーホン時代のピークとなる2010年から、スマートフォン時代の最初期となる2012年にかけてブームとなり、日本メーカーから盛んにリリースされた。『スマホ白書2015』では、スマートフォン向けゲームがゲーム性よりも収益性を重視するようになった原因として、フィーチャーフォン時代のSNSゲームのブームを挙げ、従来型携帯電話のポチポチゲーと同じレベルのスマートフォンの画面をタップするだけのゲームから、ゲーム性を重視する姿勢へと回帰した一つのエポックとして、「カードコレクションバトル」型ゲームにマッチ3ゲームの要素を導入することでヒットした、2012年2月リリースの『パズル&ドラゴンズ』が挙げられる。

### アプリストア経由の課金
アプリ内課金は、2011年2月にApp Storeが「App内課金」に対応したのが最初で、2011年3月にはAndroid Market（後のGoogle Play）も「アプリ内課金サービス」に対応した ことで一般的になった。この仕組みは、アプリ内でのアイテム課金に対する決済をアプリマーケット側が代行するもので、これによって製作者側としてはアイテム課金方式のゲームアプリをより容易に開発できるようになり、また利用者側としてもクレジットカードを必要とせず、プリペイドカードの入金で支払えるなど、よりカジュアルに購入できるようになった。このようなマイクロペイメント（少額決済）を容易にする、スマートフォンやタブレット端末といったスマートデバイスが普及してからは、アイテムに限らずアプリ内のサービスごとに小出しに課金するマイクロトランザクション方式のビジネスモデルを採用したゲームが一般的になった。

### フリーミアムビジネスの概念
フリーミアムとは、基本的なコンテンツを無料（フリー）で提供し、付加的な価値（プレミアム）を有料で提供することで収益を得るビジネスモデルを指す。2011年にはApp Storeにおける無料ゲームの「売り上げ」が有料ゲームの売り上げを超え、2012年には日本で『アイドルマスター シンデレラガールズ』の売り上げが月あたり10億円に達するなど、2012年にはゲームにおけるフリーミアムのビジネスモデルの優位性が明確になった。大手ゲームメーカーの中では最後までフリーミアムに否定的見解を示していた任天堂も2014年2月に初の基本無料タイトル『STEELDIVER SUBWARS』をリリースするなど、2014年にはゲーム業界においてフリーミアムのビジネスモデルが完全に定着した。

### コンテンツ内通貨ポイントの俗称、トラブル時の補償配布
「石」とは、リアルマネーで購入する「課金アイテム」の一種であり、それを使うことでスタミナを回復できる「スタミナ回復アイテム」の一種、あるいはそれを使って他のゲーム内アイテムと交換できる「ゲーム内仮想通貨」の一種であるともみなせるが、単なる課金アイテムとは異なりゲーム運営の根本にかかわる、より高次の概念である。
アイテム課金型ゲームにおける「石」という概念を確立したのは『パズル&ドラゴンズ』であり、2014年度のGame Developers Conferenceにおいてガンホー社の森下一喜によってその概念が明示化された。この「石」は、しばしば少数を無料配布されることが特徴であり、予定外のサーバーメンテナンスなどのトラブルに際して無料配布される「石」を特に「詫び石」と呼ぶ。「詫び石」の概念を生み出したのも『パズル&ドラゴンズ』であり、同じくGame Developers Conference 2014においてその施策の効果が明示化された。「詫び石」の施策前は、「石」を無料配布することで売り上げが減少すると予想されていたが、実際は売り上げは減少せず、一方で上がりすぎたARPU（アクティブユーザー1人当たりの課金額）を下げる効果があることが報告されたため、中長期的運営を目指す各社のゲームでこの「課金アイテム」のシステムが採用されることになる。

## 課金方式

### ポイント方式と直接課金方式
2000年代においては、リアルマネー（現金・電子マネー）、クレジットカード、プリペイドカードなどにより、いったんある程度の額を支払って「ゲーム内通貨」である「ポイント」を購入し、その「ポイント」を使用してアイテムあるいは「有料ガチャ」を購入する、という方式が一般的だった。
これは、アイテムを購入するたびにわざわざ100円程度の少額を支払う手続きをすることが、当時は現実的でなかったためであった。しかし、2010年代以降はマイクロペイメントのシステムが整備され、「ポイント」を利用せずにApp StoreやGoogle Playなどの決済代行業者に登録されたクレジットカードから料金が直接引き落とされる方式も一般的となった。ただし、もともと日本では2000年代後半のフィーチャーフォン時代からゲームの料金を携帯電話の料金合算して支払える仕組みが整備されており、マイクロペイメントへの親和性は高かった。
アプリストア課金については、運営するストア側の決済手数料を追加で差し引く形となるため、決済手数料の面で優位な主要なアプリストアではない運営サイトで取引を行える所も存在する。

## 課金アイテム
リアルマネーで販売される「ポイント」および「アイテム」は多岐に及び、
- 性能が高いアイテム
- 無料のプレイでは入手が不可能（もしくは困難）なレアアイテム
- 低確率（おおむね1%～最高3%程度）でレアアイテムが出てくることが期待される、ランダム型アイテム提供方式（通称「ガチャ」）
- ある一定期間内に、特定のレアアイテム群の中からランダムに1つだけ確定で、あるいは任意で1つ選んで獲得可能なアイテムの販売（通称「サプライズチケット（略称：サプチケ）」）
- キャラクターの服装や髪型など見た目を変えるアバター関連アイテム（ファッションアイテム）
- 「スタミナ」回復アイテム
- ゲームオーバー後のコンティニューを可能にするアイテム
- 経験値の獲得効率・消費項目の時間短縮・アイテム所持数の増加
- ゲームと無関係な動画・バナー広告（アフィリエイト広告）を一定期間（ないし永久に）読み込ませず、非表示にする（主にスマホアプリで採用）
  - 逆に、動画広告を最後まで視聴することで、その報酬として「ポイント」が獲得できることもある。

といった利便性を向上させるアイテムがある。
消費者庁による「インターネット上の取引と「カード合わせ」に関するQ&A」においては「アイテム」「カード」「キャラクター」「アバター」などを総称して「アイテム等」と呼称され、いずれも日本の法律である不当景品類及び不当表示防止法（景品表示法）の「景品類指定告示第1項」の第4号「便益、労務その他の役務」に相当すると判断されており、したがって景品表示法の規制を受ける。
アイテム課金制のゲームの多くは無料プレーヤーに「ストレス」を与え、徐々に課金アイテムの購入に導くシステムとなっている。一方で課金アイテムが少なく、無料プレイヤーでも最後までプレイ可能なゲームも存在する。
課金アイテムは「景品類指定告示第1項」の第1号「物品」に相当する価値があると錯覚されがちだが、実際は前述のとおり単なる「役務」（サービス）であり、課金アイテムに「物品」としての価値はない。

### アバター用アイテム
ゲーム内のアバターの服装などのファッションアイテム。「アイテム課金」というシステムが誕生した当時からあるアイテム。「ガチャ」が存在しない時代は「アイテム」というと必然的にアバター用アイテムのことを意味した。

### 「スタミナ」回復アイテム
「基本無料」のゲームの多くは「スタミナ」制を導入している。ゲームプレイ時にそれらを消費し、その消費量と上限値を設けることで、無料プレイは1日あたりにプレイできる回数が1回～多くて数回程度に制限される。
この仕組みは東アジア圏のソーシャルゲームによく見られるが、欧米諸国においては一部のゲームで採用されてはいるが、「League of Legends」「World of Tanks」のように回数制限が緩いか、設けていないタイプが主流である。
「スタミナ」の要素はゲーム内でクリアした際に得られる報酬の他に、時間の経過によりゆっくりと回復していく。連続プレイにより消費が自然回復に追いつかなくなってきた（待ち時間が煩わしくなってきた）場合、課金アイテムを使用することで回復できる。
また、対人戦やランキング争い（イベントなどの、一定期間内に行われるポイント獲得競争）では、一定期間内に他のユーザーよりも多くのポイントを獲得するため、スタミナを大量に消費し、回復アイテムの使用量も比例して増加する。これにより、通常のプレイなら無料配布分の回復アイテムで十分に賄えるゲームであっても上位に名を残すユーザーでは不足し、アイテム課金として大量に購入する場合がある。

### 仮想通貨
ゲーム内でのみ使える仮想通貨。誤解されがちだが、金銭としての価値はない。「レアアイテム」や「ガチャを引く権利」と「交換」できる。

### レアアイテム
文字通りレアなアイテム。アイテムの提供数や提供期間が限定されていたり、提供開始後からの利用期間が限定されていたり、提供終了後に再発売を行わないことをうたって希少感を高めているケースもある。これらのアイテムはゲーム内で直接購入するのが一般的であるが、攻略本などの書籍等にレアアイテムと交換できるシリアルコードを付属させることでさらなる収益を図ることもある。

### 有料ガチャ
アイテム課金を採用しているゲームの中には、「アイテム等」を商品とした「くじ」を引く権利が有料で販売されているものがある。通常では得られないまたは得にくい強力なアイテムや希少なキャラクターなどを入手できる。
JOGAのガイドラインでは有料ガチャと呼称し、「利用者が有料で利用するランダム型アイテム提供方式」と定義される。
購入者側からの視点では通称「ガチャ（課金）」ともいう。
有料ガチャで提供されるアイテムのうち、「顧客を誘引する目的で提供されるもの」が特に「ガチャレアアイテム」と定義される。消費者庁でも有料ガチャと呼称し、「くじを用いるなど、偶然性を利用して、利用者に対してアイテム等を提供する仕組み」を「ガチャ」、「有料で行うガチャ」を「有料ガチャ」と定義している。
ゲームにおいては有料または「ログインボーナス」 などと称して無料で提供される何らかの「アイテム」を介してガチャを行うものが多いため、ガチャの「有料」「無料」を区別せず、単に「ガチャ」と表記される場合が多いが、景品表示法の解釈上では「有料」と「無料」のガチャははっきりと区別されている。
日本では有料ガチャに対して長らく法的規制がなく、「遊びすぎに注意しましょう」くらいしか言えない状況が2012年まで続いたが、2012年に起こった「コンプガチャ騒動」（後述）において、消費者庁は、「有料ガチャ」すべてが景品表示法の規制の対象になるわけではないものの、「コンプガチャ」は景品表示法で禁じられている「景品類の提供行為」に当たると明示し、業界団体の自主規制なども設けられた。
「有料ガチャ」の価格は運営会社やゲームタイトルごとによって異なり1回ガチャをプレイするごとに一定の金銭（もしくは現金で購入したポイント）を消費し、事前に設定された確率に基づきランダムにアイテムを1個ないし複数個排出する。その中には有料ガチャでしか入手できない「レアアイテム」が最低1%以下～数%の低確率で出現する（「最高のレアリティ」の場合は高くても2%～3%程度になる）。
JOGAガイドラインでは「有料ガチャで提供されるアイテムの価格が、ガチャ一回分の価格を上回ること」が規定されており、また「"1%（以上）の確率" かつ "5万円（以下）" でレアアイテムをゲットできること」が期待される様になっている（期待値）。このため、ガチャアイテムには最低でも課金額と同等の資産価値があることが錯覚されるが、どれだけ高額の料金を支払って入手したアイテムであっても資産として課税されないことからわかるように、どれだけレアリティの高いアイテムであっても法的には資産としていない（「アイテム等」は、法的には「物品」ではなく「サービス」になるため）。
2015年12月にCygamesの『グランブルーファンタジー』にて特定キャラクターが追加される武器の出現率に端を発する騒動において、国家公安委員会委員長兼消費者担当大臣の河野太郎が2月26日の会見でコメントするにまで至ったことを受け、Cygames側は3月10日より「一定回数以上（300回、約9万円相当）のガチャを引けば、任意のアイテムを入手できる」仕様を追加した。これについて国際カジノ研究所所長の木曽崇はtwitter上で「賭博的にはセーフだが、キャラがプレゼント扱いになったことで景品表示法の規制対象となった」と指摘 し、木曽の発言をニュースメディアが記事にした。その後は後述するアイテム単位とレアリティ別の出現率の公開に踏み切り、他メーカーもそれに追従した。

### VIPシステム
ゲーム内アイテムの購入などによる課金の累積額によって「VIP」としてのランクが上がり、様々な特権を得られる。
中国では「一定額の課金をすれば、確実に欲しいアイテムを得られるようにすること」が法律で定められており、日本のように青天井のガチャ課金による収益を得られないため、収益はアイテム課金に頼ることになるが、「アイテム」よりもむしろ「VIP」を売ることで収益を得ている。VIPの各ランクになるための課金額は明示されており、ガチャ課金のように青天井ではないが、ランクが上がるにつれて課金額は跳ね上がる。しかし2021年時点でもこの法律を守っていないゲームが多数野放しにされている。

### 石
アバター用アイテムや有料ガチャといった、各ゲーム内アイテム（サービス）を直接購入するのではなく、リアルマネーの課金を通すことで通称「○○石」を購入し、それを用いて間接的に各ゲーム内アイテム（サービス）を購入する。
「石」を使ってスタミナを回復することができるゲームもあり、その意味では「スタミナ回復アイテム」の一種であるともみなせる。また、「石」を使って他のゲーム内アイテムと交換することができるゲームもあり、その意味では「仮想通貨」の一種であるともみなせる。ただし、ゲームの運営側から見た場合、「石」はもう少し重要な意味を持ち、「ログインボーナス」「詫び石」「キャラクターの誕生日の記念」「アプリ内の動画広告を最後まで再生させる」などで定期的に少数を無料配布されるなど、戦略的に利用される。
リアルマネーの課金で購入した「石」を「有償石」、無料で配布された「石」を「無償石」として、「石」の個数を区別するゲームもあり、「有償石」でしか購入できない「ガチャ」を導入したゲームもある。ただし、2020年現在、後述の払い戻し対応やまとめ買い優遇の処理の関係上、「有償石」を優遇させる要素が一切存在せず、有償・無償の区別を意識する必要のないゲームであっても「有償石」「無償石」の個数が区別されており、普通にプレイしていると確認する機会が少ないサポートメニューなど、どこかしらで有償・無償の内訳を確認でき来るようになっているのが主流である。
「有償石」と「無償石」が混在する場合、ほとんどのゲームでは後者の「無償石」から優先的に消費され、「有償石」を優先させた消費はできない（ガチャで消費する「有償石」「無償石」の個数を選択できない）が、「有償石」を優先的に消費するゲームも稀に存在する。
- 例：有償石800個 + 無償石200個 = 合計1,000個 あり、ガチャ1回で「石」300個を消費する場合、有償石100個 + 無償石200個の計300個を消費し、手元には有償石700個 + 無償石 0個 が残ることになる。

上記の「仮想通貨」同様、いくら「有償石」を大量に購入しても金銭としての価値はなく、従来はメーカーの都合でサービスを終了しても消費できなかった「有償石」の残高分の払い戻しは認められなかったが、現在は資金決済に関する法律（資金決済法）の改正により、一般商品券と同様にサービス終了時には「有償石」の残高に応じた金額を払い戻すよう義務付けられるようになり、サービス終了が決定した時から告示義務も生じる。
多くのゲームでは「石」を購入する際にまとめ買いをすると単価が下がるように見えるが、実際には先述の払い戻し対応に支障が出ないよう、購入額面の大小に関わらず「有償石の単価」を変えず、あくまでも「まとめ買いの際のおまけ」として一定数の無償石を付与するという形態が取られている。例えば、最小の購入単位が「石4個で120円」（単価30円）というゲームにおいて、仮に「石100個で2,400円」という販売形態が存在した場合、購入するのは「有償石100個」ではなく「有償石80個 + 無償石20個」といった形態となる。ただし、リリース後に消費税の増税などで販売価格の変更が生じた場合、端数の差異により完全に等価にならなくなるケースもある。
もちろん、中には大量購入によって単価が下がるゲームもある。こちらは「一度に大量購入する事による割り引き」と見て取れる。
また、Apple（AppStoreを搭載するiOS端末）・Google（Google Playを搭載するAndroid端末）等、複数の異なるプラットフォームで配信され、異なるプラットフォームで同じアカウントを使用してのプレイが可能なゲームあるいは引き継ぎが可能なゲームにおいて、「有償石」は異なるプラットフォームで共有されないのが原則である。例えば、iPhone端末にインストールしたゲームで「有償石」を購入した場合、Android端末に同じゲームをインストールしアカウントを引き継いだ場合、以前購入した「有償石」は反映されない（これは、「有償石」が消失したわけではなく、再度iPhone端末に引き継ぎをすれば反映される。この際、Android端末で別途「有償石」を購入している場合、iPhone端末には反映されないということになる。）。これは、各プラットフォームにおいてリアルマネーによる課金で入手した「有償石」を他のプラットフォームとの流出・流入を防ぐ為のものであるが、有償石を使用して得たアイテム・スタミナ等の特典の流出・流入を禁じているわけではない。ゲームによっては、先述のまとめ買いにおけるおまけで付与させる無償石も「限定無償石」としてプラットフォーム毎に管理している場合もあるが、「無償石」と交換出来るアイテムを付与しそれを交換することでプラットフォーム限定ではない一般的な「無償石」を得られるといった手法もある。

## ガチャの種類
有料（ガチャ課金）と無料のガチャが存在する。
2013年12月に中国政府がガチャ課金が「賭博」であると勧告したため、コンテンツの変更を余儀なくされる など、ガチャ課金は中国に限らず突然「違法」とされるリスクがあるため、同じゲームでも日本と韓国以外ではガチャ課金以外のマネタイズ方式が採用されている場合も多い。一方で「ガチャ」というシステム自体は実装し、「無料ガチャ」でドロップしたアイテムボックスを開いてアイテムをゲットするための「鍵」を有料で販売する、「BOXガチャ」や「確定ガチャ」など、「ランダムではないガチャ」による課金を実装して「賭博ではない」と主張する、など何らかの形でガチャを通じたマネタイズが行われている場合もある。
中国などの一見厳しい規制も実際には無数の抜け穴が存在し、上記のような手法がまかり通っている。韓国で騒動を起こしたネクソンのメイプルストーリーの「キューブ」(装備にランダム効果を付ける上書き式のガチャ)はその典型的な例であり、日本・韓国・米国はもちろんの事、ガチャが表向き禁止された中国や、自国民のガチャ購入を禁じたスロバキア国内からも合法的に購入可能だ。この類のガチャは確率表示義務、確率規制、期待値規制なども受けない為、往々にしてレア排出率が非常に低い。「キューブ」と同じシステムを用いたマビノギの「細工」は、2017年に起きた中国でのデータ流出事件により確率が公になっている が、最も低確率のレアは0.00001%以下(1000万分の1以下)であった。この確率は2021年に正式公開された韓国版データと一致している。これは氷山の一角に過ぎず、上記のゲームに限った話ではない。
日本のゲームユーザーはガチャ課金を好み、いかに少ない金額で強くしたかを競い合う傾向があるが、中国のゲームユーザーは直接対価が見えているものに対して課金するのを好む傾向があり、有料ガチャは元々好まれていなかった。2017年に中華人民共和国文化部（日本の文化庁に相当）の通知によって、法定通貨またはゲーム内通貨を用いてのガチャ（有料ガチャ）が法的に禁止された（文化部通知の第6条）が、2021年3月時点でも日本と同様のガチャが普通に販売されている。中国国内産のゲームに限らず海外のゲームの中国版も同様であり、例えばFate/Grand Orderは天井がない他国版と同じガチャを中国でも売っている。
日本のゲームユーザーがコレクション性も重視する傾向が強いのに比べ、韓国と中国ではキャラクターや装備の性能がより重視される。ガチャもそれに合わせた物が主流で、コレクション性のない上書きタイプのランダム型ガチャを採用しているゲームが多い。この「ユーザーの手元に最小限の景品しか残らないシステム」は、景品の飽和を防いで運営・開発コストを抑えられるメリットがある。元祖は『アラド戦記』にて2007年から販売が始まった「業師の箱」とされる。
中国では、ガチャに類するシステム（クエスト終了後に何らかのアイテムがドロップするなど）を実装する場合でも、ガチャで排出されるアイテムに類する同性能なものを同時に販売して「一定の仮想通貨を支払えば確実に特定のアイテムが貰える状態にしなければならない」ことが法律で定められている（文化部通知の第8条）。
中国では、いくら課金しても欲しいアイテムが得られるかどうかわからないシステムが「賭博」として法律で禁止されているのに対し、「課金すれば確実に欲しいアイテムが得られ、アイテムなどに課金すればするほど「特典」が得られる」システムを「VIPシステム」と呼び、これが収益の基本になっている。
実際のところ、これらの中国の規制はほとんど遵守されておらず、当局の摘発も行われていない状況にある。日本でもお馴染みの「1回xxx円、Sランクキャラ排出率1%」のようなガチャを普通に販売しているゲームが多数あり、ガチャに関連する訴訟も後を絶たない。近年は「原神」のように売上の大半をランダム型ガチャが占めるゲームも珍しくなくなった。
日本においては、射幸性の強い一部の種類のガチャが規制されているが、基本無料ゲームではレアアイテムの出現する「ランダム型アイテム提供方式」による「ガチャ課金」が収益の基本になっている。
2020年代の今も世界的に見てガチャ規制は緩い方だが、韓国などに比べると期待値規制などは厳しい部類に入る。これは法規制の結果ではなく、あくまで各社・団体の自主規制。とは言え現在はほとんどのゲームがGoogle等のプラットフォームなくして運営を継続できない立場にあり、またプラットフォーム運営企業は消費者庁の要請にすぐ応じる暗黙の了解が形成されているため、事実上の法規制を受けたような状況になっている。だがGoogleやAppleを通さないゲームは依然として無法地帯の様相。
「ガチャ」の呼称
JOGAのガイドラインでは「ランダム型アイテム提供方式」のことを「一般的には「ガチャ」と呼ばれる」としており、日本で「ガチャ」と言った場合、主に有料の「ランダム型アイテム提供方式」のことを特に指す。オフィシャルな場では「ランダム型アイテム提供方式」と呼称されるべきだが、俗称の「ガチャ」もJOGAガイドラインの用語として公認されている。
ビデオゲームにおける「ガチャ」はNHNの登録商標であるため、他メーカーが「ガチャ」の呼称を使うこと不適当だが、ほとんどのメーカーは「ガチャ」と呼称している（商標の普通名称化）。「GACHA」（グリー）や「もばガチャ」（ゴンゾロッソ）など、似たような呼称で商標を取っているメーカーもある。「ガシャポン」の商標を持つバンダイナムコは「ガシャ」と呼称しているが、ゲームの特許などのオフィシャルな文章では普通に「ガチャ」の呼称を使用しており、「ガシャ」に関する特許を「ガチャ」で取っている。
ガチャというシステムを史上初めて生み出した『メイプルストーリー』は、バンダイナムコの商標である「ガシャポン」の呼称を使用していたため、後に「メイポン」に変更された。任天堂は『ファイアーエムブレム ヒーローズ』で挙げるとプレスリリースや運営からのお知らせといった際には「ランダム型アイテム提供方式」表記であり、ゲーム内でも「召喚」と命名していて、一貫してガチャは用いていない。
そもそも玩具における「ガチャ」は、タカラトミーアーツの登録商標だが、タカラトミーとNHNは協力関係にあり、タカラトミーの「ガチャ」（カプセルトイ販売機）でLineのキャラクターなどが販売されていたり、Lineでタカラトミーのキャラクターなどが販売されていたりする。タカラトミーは、「ランダム型アイテム提供方式」に関しては「デジガチャ」で商標を取っている。

### ランダム型アイテム提供方式
アイテムやキャラクターに対し、最低～最高位まで数段階の「レアリティ」が設定されており、レアリティが高くなるほど当選確率が低くなる。
偶然性でアイテムを提供する方式で、現実世界に存在するいわゆる「くじ」とは違い確率的なイメージとしては抽選毎にサイコロを振って出目に応じてアイテムを排出しているようなものでアイテムは重複して当選することがあり、またいくら課金と抽選を繰り返してもレアアイテムが当たる保証はなく当選確率も途中で変動しない（このような事象を、確率論では「独立」という）。日本と台湾では単に「ガチャ」というと「ランダム型アイテム提供方式」のことを指す。韓国では「ガチャ」「キット」など複数の呼び方があるが、いずれも日本のガチャ同様と考えてよい。
演出としては「箱からアイテムが出てくる」「召喚陣からキャラクターが召喚される」などゲームタイトルによる。
| レアリティ（種別）（例） | 確率（提供割合）（例） | アイテムの内容表示（例）                       |
| ------------------------ | ---------------------- | ---------------------------------------------- |
| スーパーレア(SR) =★★★★   | 1.0%                   | 「ダイヤモンド」が出現（最高のレアリティ）。   |
| レア(R) =★★★             | 4.0%                   | 「ルビー」「エメラルド」いずれかが出現。       |
| アンコモン(UC) = ★★      | 15.0%                  | 「アクアマリン」「ガーネット」いずれかが出現。 |
| コモン(C) = ★            | 80.0%                  | 「ラピスラズリ」が出現（最低のレアリティ）。   |

JOGAガイドライン の3.(1).「d」項目では、上記の例の表のように、レアリティ（レア度）やカテゴリ等の種別及び提供割合を表示することを求めている（「a」～「d」いずれかの項目を満たす必要がある）。このように、種別内（レアリティ内）にアイテムが複数含まれていることがあり、ユーザーはこういった表示からはそれぞれ個別のアイテムがどの割合で含まれているかを知ることができない。「グランブルーファンタジー」において、キャラクターの確率を巡りグランブルーファンタジー#トラブルも起きた。
また「スーパーレアの確率が1％」とあっても、これはあくまで「スーパーレアの枠が出る確率」であり、この「枠」に複数のアイテムが存在する場合はその数だけ割られ、合計で1％（パーセント表示の都合上1％未満になる場合もある）というパターンも存在する。そのため、希望するアイテムの数を絞っていくとさらに低くなる。尚、その細かい部分にも表示義務が生じている（0.33％等）
CESAガイドラインでは、全てのアイテムの提供割合を表示するかそれに相当する表示を求めている。

### BOXガチャ
アイテムの総数・内容が予告されており、1個アイテムを排出するたび（擬似的な）箱の中身が1個減っていくガチャ。予告された個数排出させることでアイテムが全て揃う。イメージとしては現実世界のくじに近く、アイテムを引くとそのアイテムは排出済みとなり目当てのレアアイテムの確率は徐々に上がっていずれかは必ず入手できる。
箱の中身を引き切ればガチャが終了するため、プレイ回数・金額の上限（天井）が存在する。レアリティに応じて確率を変動させたり、終盤にしかレアアイテムが当たらないような調整をすることは技術的には可能であるが、JOGAガイドラインでは確率操作が禁止されているため、BOXガチャの序盤でレアアイテムのみを引き切る可能性も十分ありえる。ただし、BOXガチャを最後まで引き切らせるため、BOXガチャに他の異なる条件を組み合わせていることもある。
ランダムガチャが賭博として禁止された韓国では「BOXガチャ」を採用して法的規制を回避したが、それでも1人当たりのモバイルゲーム利用金額が日本に次いで世界2位となり3位（アメリカ）以下を引き離すなど、日本で主流のランダム型アイテム提供方式と比べて必ずしも射幸心が劣っているわけではない。
また、韓国のランダムガチャ規制は「おまけアイテムを付ける」「ランダムとBOXのハイブリッド型にする」などの方法で容易に回避できるため、2015年頃からはランダム型が再び主流となった。2021年3月現在は韓国でも純粋なBOXガチャはマイナーな存在である。

### 確定ガチャ
「箱」の中身が1つで、購入すれば確実に特定のアイテムが貰えるガチャ。アイテムが当たる「くじ」を引く権利を販売するガチャのシステムを使って、アイテム販売に相当することを行なう。

### コンプリートガチャ（コンプガチャ）
通常のガチャを複数回行うことで得られる、「特定の複数アイテム」をすべて揃えることで、特定のアイテムが得られるガチャ。日本では禁止されている。

### トレジャーボックス
「ルートボックス」(英語: Loot box)とも呼ばれる。「アイテム」ではなく「宝箱」が貰える。「宝箱」には何が入っているか分からないが、レアアイテムが出てくることを期待させて射幸心を煽る。「宝箱」の「カギ」を有料で販売したり、あるいは「カギ」すらガチャでドロップさせることでさらに射幸心を煽りながらのマネタイズが可能。
2017年版スター・ウォーズ バトルフロントIIのルートボックスは世界中で批判を呼び、後述するAppleStoreの確率表記の義務化を規約に明記する等の問題を起こした。

### 天井
課金額に上限（天井）を設けており、たとえハズレを引き続けても支払額が一定額までに到達すればその時点でガチャが終了し、特定のアイテムが貰えるガチャ等がある。似たシステムとして、ガチャをすると追加で特定のトークンを一定数獲得し、このトークンの数に応じてアイテムと交換する物がある。ただし、そのアイテムが出るガチャもしくはそれらに関するガチャと関連しており、トークンに対応する景品が枠ごとに設定（例えばトークン1枠でアイテムグループA、トークン2枠でグループB）されたり、トークンそのものの所持に期限が設けられていることも多い（前述のトークン1や2にそれぞれ個別設定）。

## 「基本無料」と「Free to Play」との違い
「基本無料」ゲームはFree to Play(F2P)とも呼ばれるが、欧米では特にゲームの根幹部分（勝敗やプレイ要素、プレイ回数など）に制限を設けず自由・無料（Free）とした場合にのみF2P (Free to Play) と呼称することが求められるため、日・中・韓のゲームの「基本無料」と欧米のゲームの「Free to Play」は本来異なる概念である。中国では「基本無料（部分有料、アイテム課金）」のビジネスモデルは「基本免費（道具収費）」と呼び、「F2P模式」と対比して「IB（item billing）模式」と呼ばれるが、これは中国製英語である。
日本・韓国・台湾ではF2Pゲームの多くがアイテム課金依存型のビジネスモデルを採用しているのに対し、欧米ではアイテム課金非依存型のビジネスモデルを採用したF2Pゲームも多い。例えばゲーム内広告を中心とするビジネスモデルや、アイテムに限らず追加マップや追加サービスなど「基本」以外の要素を小出しに課金するマイクロトランザクション型などがあり、ゲームの一部までをプレイできて料金を支払うことで続きがプレイできる「体験版」もF2Pに含まれる。

上記の「Free to Play」の制約の中で、欧米のアイテム課金依存型のゲームの多くは「ゲームをプレイできるためのアイテム」ではなく「対戦で勝つためのアイテム」に課金するというビジネスモデルを採用しているが、このような重課金を煽るシステムは日本のガチャ依存型ゲームと同様に大きな批判があり、課金バランスによって、料金が発生しない範囲でも対等に勝てるFree to Winや多額の料金を支払った場合にのみ勝てるPay to Winと呼ばれる分類がされている。

## 世界の課金
Electronic Entertainment Design and Research（EEDAR）の調査によると、2015年度のモバイルゲームの地域別ランキングでは1位が「Pay to Win」の北米、2位が「ランダム型アイテム提供方式」の日本、3位が「VIPシステム」の中国、4位が「BOXガチャ」の韓国、の順に収益が多い。また、収益の半分は全ユーザーのたった0.19％に支えられているという。

### 世界の課金額
米調査会社センサー・タワーの調査では日本がApp Storeでの支払い額は271億ドル以上（約3兆500億円）で世界1位であることが分かった。支払額が一番多いカテゴリーはゲームカテゴリーで全体の90％である。国別の1人あたりの支払い額も発表され日本は214ドル（約2万4000円）で世界1位。2位オーストラリア114ドル（約1万3000円）、3位アメリカ92ドル、4位スイス91ドル、5位デンマーク88ドルとなっている。また日本の2012年から17年の間で、日本の支払い額は88％も伸びている。

### 世界の課金トラブル

#### ベルギー・オランダでルートボックスが違法
ベルギーのクーン・ヘーンス法務大臣やベルギー賭博委員会がルートボックスの仕組みがある「Overwatch」「FIFA 18」「Counter Strike：Global Offensive」の3タイトルについて「偶然のゲーム」であるとみなし違法性があると発表した。EAはルートボックス販売停止要請に応じない為当局が捜査を開始。
オランダでは賭博当局がルートボックスの仕組みがある「PLAYERUNKNOWN’S BATTLEGROUNDS」「Rocket League」「Dota2」「FIFA 18」の4タイトルを賭博法違反と認定した。

#### 欧米、ルートボックスの規制議論
欧米のギャンブル規制当局らがルートボックスについて「ゲームとギャンブルの境界線のぼやけによるリスクを解決する」と規制に向けた議論していくと共同声明を出した
。

#### 韓国でガチャ規制議論
2021年1月にメイプルストーリーの「キューブ」と呼ばれるガチャに不当な確率設定・確率操作疑惑が浮上し、これまで強い規制を避けてきた韓国でも法規制強化が検討されている。法案代表発議者のユ・ドンス議員は「メイプルストーリー」「リネージュM」など5つのゲームを「特に悪質である」と名指しした。この動きにネクソン・NCソフト・ネットマーブルらゲーム業界各社で構成する韓国のゲーム産業団体GSOKは全面対決の姿勢を見せ「ガチャの確率はゲーム会社の営業秘密だ」「ガチャ規制はゲーム業界に打撃を与える」との反対意見書を国会議員らに送るなど強く反発。自主的に確率を公開していく代わりに法規制は行わないよう求めている。同年4月、韓国政府は「コンプリートガチャ禁止等のコンテンツ制限はゲーム会社の負担が大きい」と規制に慎重な態度を示した。
韓国では既に一定の法規制が存在するものの実効性には乏しい。「ガチャにおまけアイテムを付ける」「キャラクターや装備にランダムな強化効果を付けるアイテム(実質ガチャ)を売る」などの方法で規制を回避できてしまう為だ。自主規制ガイドラインも守られておらず、期待値が数千万ウォン(数百万円)を超えるレアアイテムも珍しくない(天井システムが導入されていないゲーム基準)。
また、日本では違法となっているコンプリートガチャや、最高の組み合わせが事実上揃わない多重抽選方式のガチャも多く売られている。多重抽選方式とは「1つの装備に複数のランダムな効果が付き、それぞれの効果のレベルもランダム」のような、理想的な組み合わせの出現確率が2乗、3乗に下がっていくシステムを指す(組合せ爆発)。韓国ではスロットマシンの777を揃えるガチャに良く例えられる。代表的な物としてメイプルストーリーの「キューブ」、マビノギの「細工」が国会で取り上げられた。いずれもランダムな効果を最大3つ同時に付けるガチャである。マビノギの細工は韓国のガチャの中でも極端な部類だが、最高レベルの効果は期待値が1億円をはるかに上回るほど出現確率が低い。理想的な3つの組み合わせが揃う確率は更に3乗となる。

## ガイドライン
アイテム課金によるトラブルを避けるため、日本では、業界団体による自主規制（ガイドライン）が存在する。自主規制であるため、国外メーカー製のアプリでは（たとえ日本語表示が含まれても）適用できないうえ、違反しても罰則はない。
中国ではアイテム課金に対する規制が法律として明文化されている。日本にはネットゲームやアイテム課金そのものを規制する法律はないが、アイテム課金を不当景品類及び不当表示防止法（景品表示法）の「便益、労務その他の役務」とみなすことで法的規制が可能である。

### JOGAガイドライン
日本オンラインゲーム協会（JOGA）が策定するガイドライン。2009年に策定された当時は、スマホもコンプガチャも存在しない、フィーチャーフォンでSNSゲームの普及が始まったあたりの時期であるため、チートやRMTの禁止など当時よくあったトラブルに注意喚起を呼び掛ける程度の簡易なものだった。
コンプガチャ騒動が起こった2012年に改訂され、ガチャなどに関する詳細な規定が盛り込まれた。しかし、JOGAに所属しない企業は守る義務がなかったため、引き続きトラブルが起こった。また、JOGAのガイドラインはあくまで自主規制に留まるため、ネクソンのようにガイドライン違反のガチャを販売している所属企業もある(マビノギの細工など)。
グラブル騒動が起こった2016年の4月1日に再度改訂された。今回はJOGAだけではなく他の業界団体であるモバイル・コンテンツ・フォーラム（MCF）に所属する企業や、両団体に所属しない企業にも順守することを求めている(グラブル騒動を起こしたCygamesはMCFに所属している)。

### CESAガイドライン
日本のほとんどのゲーム会社が加盟するコンピュータエンターテインメント協会（CESA）が独自のガイドラインを策定している。
CESAの所属企業（つまり日本のゲーム会社のほとんど）が順守すべき「オンラインゲーム運営ガイドライン」が存在するが、フィーチャーフォン用SNSゲームすら存在しない、2006年に策定されたものがほぼそのままの形で2016年まで公開されており、SNSゲーム普及以降に急増したトラブルには何の効力もなかった。2009年に改訂されチャット機能などに関する注意が加わった程度であった。
2016年4月27日に再度改訂され、「ネットワークゲームにおけるランダム型アイテム提供方式運営ガイドライン」が公開された。会員企業に対してガチャで取得できるアイテムや確率を表示するよう求めている他、JOGAやMCFとも連携してゲーム業界の健全な成長に貢献していくことを明記している。
日本のゲーム会社のほとんどはCESAのガイドラインを順守し、ガチャの確率表示等を行っている。しかし海外のゲーム会社には影響力が及ばない問題がある。

### 中華人民共和国文化部のガイドライン
日本の文化庁に相当する中華人民共和国文化部が制定するガイドライン。2013年12月に勧告が行われ、中国のネットワークゲームの収益構造が「ガチャ課金」から「VIPシステム」へと移行する契機となった。その後、2016年12月に正式に明文化された。2017年5月より有効。
ユーザー保護、ガチャによる確率の明記、抽選結果のログの保存、などを求めている。上記の日本の業界団体による自主規制などではなく、国家による法律であるため、中国の法が及ぶすべての地域・企業・ゲームに適用され、違反者は処罰される。
だが確率表示については日本同様の自主規制に留まっている実態がある。複数の国でサービスを展開中の「メイプルストーリー」の「キューブ」を例に見ると、韓国では2021年時点で効果別の出現確率を公開していたが、日本、中国、米国では非公開の状態にあった他、中国企業のゲームの中国国内サービスでも確率を必ずしも公開していない。
また、ゲーム運営会社が不当表示を行った事の証明は利用者側に求められる。
2020年2月に中国のモバイルゲーム「パニシング：グレイレイヴン」の運営会社kuro gamesを相手取って起こされたガチャの不当表示訴訟では、原告側が証拠不十分により敗訴している。
この裁判は裁判官がゲームやガチャのシステムを理解していないなど問題が多かったが、原告側も統計上確実な証拠を提出できておらず、証拠不十分の判決そのものが不当とは言えない。しかし確率詐称の証明には膨大な回数のガチャを引く資金力が必要で、個人では不可能との批判が噴出。裁判の様子はオンライン中継されリアルタイム視聴者数は数十万人にも上っている。
運営会社側は「Sクラスレア出現確率には、ガチャを一定回数引くごとに獲得できる確定チケット(Sクラスレアをどれか1つ入手する権利)が含まれる」との説明を追加し、期待値を実際より2倍程度高く誤認させる表示だった事は認めた。適法という立場は変えていない。

## 問題点

### ガチャの確率

サイコロ（期待値3.5）の出目の平均値を示した図。だいたい500回くらいの試行で収束している。ガチャレアアイテム（期待値5万円）だと2500万円に相当し、期待値が収束する前に破産する

有料の「ランダム型アイテム提供方式」によるガチャで、目玉景品やその他のレアアイテムの当たる確率は運営会社のさじ加減次第であるが（JOGA加盟企業の場合、確率が明記されていない場合は1%以上の確率、なおかつ期待値が5万円以下とされる）、ほとんどの場合レアアイテムが入手できるか否かは、確率論でいうところの偶然性により、プレーヤーが過去のガチャ課金で「いくら利用したのか」（課金額）は無関係である。つまり、
- 「一定額以上の支払で必ずレアアイテムを入手できる」仕様にはなっていない（埋没費用）
- 「一定回数以上のガチャで必ずレアアイテムを入手できる」仕様にもなっていない（試行の独立）
- 「一定回数以上ハズレを引けば必ずレアアイテムを入手できる」仕様にもなっていない（事象の独立）

ため、運が悪いと数十万円注ぎ込んでもレアアイテムが入手できないこともある。そのため、レアアイテムの確率が低く設定されている『女神転生IMAGINE』では10万円を投じても欲しいアイテムが出なかったプレイヤーが、運営会社を提訴した。2017年に『星のドラゴンクエスト』のガチャに対して集団訴訟が行われたが、2018年9月18日に東京地裁は原告側の訴えを全面的に退けた。原告側は控訴する予定。
なお、ガチャレアアイテムの確率がJOGAガイドラインで許容される、最低の1%に設定されていた場合、1回500円のガチャを100回（5万円）分購入した場合に1つもレアアイテムを得られない確率は36.6%（1/eにほぼ等しい）、200回(10万円)分購入した場合でも13.3%の人はレアアイテムが出ない計算となる。さらに、300回（15万円）の場合は4.9%、500回（25万円）の場合は0.65%、688回（34万4000円）の場合にようやく0.099%となることから、有料ガチャに34万3500円注ぎ込んでも1000人に1人は1つもレアアイテムを得られない計算となる。規制がない海外のゲームに至っては、最上級レアアイテムの出現率が100万分の1を下回るような超低確率ガチャも存在し、確率を全く公表していないケースまである。
確率の収束を見るには最低でも数百回の試行が必要になるが、期待値5万円のガチャで（この場合「ガチャを１回引くこと」ではなく「5万円前後の料金を支払ってガチャレアアイテムを1つ引くこと」が1回の試行に相当する）、仮に100回の試行で収束が見られたとしても500万円以上、500回の試行で期待値が収束したとしても2,500万円以上の費用が必要になり、期待値の収束を見る前に破産する。未成年者（および中卒者）はこのような後期中等教育（数学A「場合の数と確率」）で習う期待値の計算がほとんどできないことも一因で有料ガチャに高額を注ぎ込んでしまう可能性が高いことから、JOGAガイドラインでは未成年者に対する高額課金の抑止が明記されており、「課金上限」「ペアレンタルコントロール」などの抑止策がとられているが、あまり活用されておらず、2010年から2014年にかけて、消費者庁に寄せられるトラブルの件数は毎年倍増している。2017年には『Fate/Grand Order』（FGO）にて無職の青年が両親のクレジットカードを無断で借用し1月あたり130万円をガチャに費やしたことが新聞記事の一面に掲載された。
景品表示法では「ガチャ」自体には欺瞞性は認められておらず、射幸心を煽ること自体も規制されない。ただしガチャの一種「コンプリートガチャ（コンプガチャ）」については、2012年に消費者庁によって「欺瞞性」、すなわち「当選率に関する錯覚」、特に「判断力が未成熟な子ども」に対する欺瞞性が認められ、1969年に景品表示法で禁止された「カード合わせ」に相当する可能性があるとされたため、法規制を受ける前に業界団体で自主規制が行われた。ちなみにそれまで俗語であった「ガチャ」が法的な用語となったのもこの件がきっかけだ。
コンプガチャ騒動後は業界団体によってアイテム課金に対して一定のガイドラインが設けられたが、スクウェア・エニックスやコロプラなど業界団体に未加盟の大手メーカーもあり、日本国外を含めたこれらのメーカーはガイドラインを守る義務がないため、引き続き問題となっている。2015年半ば頃からガチャに含まれるレアリティの封入率が公表されるようになり、2016年3月より前述の「グランブルーファンタジー」における騒動によってガチャに含まれるアイテム単位での入手確率が公表されるようになった。
2017年12月にAppleのガイドラインが更新され、ルートボックスやガチャに含む全てのアイテムの入手確率を明記するよう義務づけた。これを受け、2018年1月にガンホー（『パズル&ドラゴンズ』をはじめとするスマホゲーム）と、mixi（XFLAG）の『モンスターストライク』、2018年4月に『FGO』はアイテム単位での確率を公開した。

### コンプリートガチャ（コンプガチャ）
景品くじでしか購入できないアイテムを、特定の組み合わせで揃えると別のレアアイテムを獲得できる「コンプリートガチャ」（通称：コンプガチャ）と呼ばれるシステムが2012年以前は日本に存在した。懸賞による景品類の提供に関する事項の制限（昭和52年3月 1日公正取引委員会告示第3号）では「二以上の種類の文字、絵、符号等を表示した符票のうち、異なる種類の符票の特定の組合せを提示させる方法を用いた懸賞による景品類の提供はしてはならない」としており、消費者庁は「コンプリートガチャ」がこの違法な「カード合わせ」に該当するとの見解を2012年5月に示した。
その後、業界団体のソーシャルゲーム6社協議会は同月に「コンプリートガチャガイドライン」を発表、2012年8月にはJOGAもコンプガチャの禁止に加えて確率明示などのガイドラインを示した「オンラインゲームにおけるビジネスモデルの企画設計および運用ガイドライン」を発表、国内各社はコンプリートガチャを終了するとともに、これまで無法状態であったガチャに対して自主規制が設けられた。
米国や韓国のようにコンプリートガチャが禁止されていない国もあるが、海外のゲーム会社であっても日本国内向けに販売する事はできない。
そのため、日本からの購入にリージョンロック(国・地域単位の利用制限)をかけているケースや、日本版のみガチャのシステムや景品の性能が変更されているケースがある。

### 優良誤認・有利誤認
2014年に入って『ドラゴンクエストモンスターズ スーパーライト』のガチャ課金が、「金の地図ふく引き」にて表示されている画像には「金の地図」が8枚あるのに対して、その地図を入手できる確率が非常に低いことから不当表示であるとして、購入したユーザが胴元であるApp StoreおよびGoogle Playに直接返金を求め、それが受理されたことから、騒動に発展した。これは『クイズRPG 魔法使いと黒猫のウィズ』『ガンダムコンクエスト』にも飛び火し、『魔法使いと黒猫のウィズ』開発・運営元のコロプラは、プラットフォームへの不正な返金請求をした場合アカウント停止措置をとると告知した。
2017年に入り、中国OURPALM社がSNKプレイモアからライセンスを受けて開発・配信しているアプリ『THE KING OF FIGHTERS '98 ULTIMATE MATCH Online』のガチャ課金にて、「クーラ・ダイアモンドの出現確率が3％」と表記されたことに疑問を抱いたユーザーが運営元であるOURPALM社へ問い合わせたところ、「3%とは、ガチャから格闘家が出現したあと、そこからさらに3%の確率でクーラが出現する」という回答を得る。「実際に出現する確率は3%よりはるかに低い（約0.3%以下しかない）ため、有利誤認ではないか」と指摘し、返金を請求したところOURPALMより虚偽の申告をするよう求められるが拒否し、訴状を送ったところ、OURPALMより「秘密保持契約を結ぶことを条件に、ガチャで使用したアイテムを補填する」と提案されるが、これも拒否し提訴へと踏み切った。
その後、OURPALM社の企業情報で、同社のサイトに記載されている所在地にオフィスが存在しない虚偽があることが発覚し、特定商取引に関する法律（特定商取引法）にも違反していることが明らかになった。2018年1月26日に消費者庁は景品表示法 第7条第1項に違反していると認定、措置命令を下した。一方、提訴したユーザーはOURPALMから営業妨害を理由に逆提訴を行うと脅迫され、不本意ながらも和解に追い込まれた。その後中国の会社が運営するゲームについての警鐘を鳴らした。
同年7月19日、消費者庁はガンホーに対して後述する2件の景表法違反（優良誤認）で再発防止の措置命令を下している。2017年2月に『パズル＆ドラゴンズ』のヒロイン限定ガチャに登場した全てのモンスターが究極進化と称する仕様と発表されたが、実際にその仕様であったのは一部のみだったことと、『ディズニーマジックキングダムズ』で2016年10月から12月までの間に販売されたキャラクターと仮想通貨のセット商品が個別で購入した方が安くなっていた。消費者庁は2018年3月28日に前述のパズドラの景表法違反を理由にガンホーに対し5020万円の課徴金の納付を命じた。
2018年9月19日、『アナザーエデン 時空を超える猫』にて10連ガチャの抽選で「同一のキャラクターが4人以上出現する」または「レアリティ★5のキャラクターが4人以上出現する」場合に再抽選を行っていたことが判明し、運営側が不正に確率操作を行っていた。
2020年11月、『WAR OF THE VISIONS ファイナルファンタジー ブレイブエクスヴィアス 幻影戦争』にて1周年記念の10連ガチャの抽選で限られた組み合わせしか当たらない仕組みが判明した。
2021年3月5日、『メイプルストーリー』の韓国版にてキューブと呼ばれるガチャの抽選で「ボスモンスター攻撃時ダメージ+の効果が3個付いた」場合など、いくつかの条件で再抽選を行っていた事実が発覚。この組み合わせは韓国では通称「ボーボボ」と呼ばれ、ゲーム中最強の伝説的レアとされており、宝くじの一等に相当する。多くのユーザーがこれを手に入れる為に多額の現金を注ぎ込んできたが、実は一等が絶対に当たらないガチャだった事になる。不正が2011年から10年間続いていた事も判明し、政界からも追及を受けたほか、国会議員から公正取引委員会に告発状が提出された。同組み合わせは日本版でも2021年3月5日時点までに実在が確認されていないことから、韓国版同様の不正操作疑惑が出ている。運営会社のネクソンは、韓国版のユーザーにはある程度の補償を行ったが、日本版のユーザーには説明や補償等の対応をしていない。韓国での金銭補償も「ガチャ購入額の0.2～1.1%」と少額で、補償の大部分は課金アイテムの現物支給によって行われた。一部ユーザーの間では集団訴訟や刑事告発を目指す動きも出ているが、弁護士からは「詐欺行為の立証および被害額算定が困難」との指摘もある。

### 課金アイテムの下方修正
アイテム課金を取り扱うゲーム全てに該当するが、課金アイテムの性能や効果が開発元の想定より強力であったため、アップデートなどで課金アイテムの性能を引き下げる（またはより高レアリティのキャラクターやアイテムが追加される）ことで公式フォーラムやSNSが炎上することがある。
『World of Tanks』ではアイテム課金として扱われているアメリカ軍Tier8中戦車「T26E4 スーパーパーシング」が2013年のバージョン8.6以降のアップデートで性能の下方修正が行われると告知され、公式フォーラムではユーザーから反発を呼んだ。開発運営元のWarGameing.net社は事態の収拾に追われ、最終的に返金を希望する購入者に対してゲーム内で使用する有料マネーでの返却と修正が完了するまでの間使用及び購入禁止処置で対処した。

### 「基本無料」の問題
いわゆる「基本無料」、すなわち無料でプレイできることを強調する宣伝をしながら、実際はある程度以上ゲームを進めるためには有料アイテムの購入や有料サービスの利用が必須になるようなシステムは、消費者庁の「インターネット消費者取引に係る広告表示に関する景品表示法上の問題点及び留意事項」では「いわゆるフリーミアム（基本的なサービスを無料で提供し、高度な、あるいは、追加的なサービスを有料で提供して収益を得るビジネスモデル）における正確でない「無料」といった表示」と定義し、明確に景品表示法上の問題としている。また、未成年が「無料」に気を引かれて有料のアイテムやコンテンツの存在を自覚せずプレイした結果、数万円の料金が請求されたり、無断で親のカードを利用するトラブルも報告されている。

### リアルマネートレーディング（RMT）にまつわる問題
ゲーム内で得た有料アイテム等をゲーム内のアバターやキャラクター同士で取引できるゲームシステムの場合、ユーザー同士が現実世界の金銭を対価にアカウントやアイテム等を取引することがあり、これをリアルマネートレーディング（RMT）という。特にガチャという射幸心を煽るシステムにアイテム課金が組み合わされる（ガチャ課金）と、レアアイテム等に対して単なるゲーム上のデジタルデータにもかかわらず資産性を感じるようになり、それがRMTの温床となる。多くのゲームで規約違反とされているが、日本では2015年現在、法的な整備が追い付いていない。韓国では企業等の組織によるRMTは違法だが、それでも仲介サイトを通したRMTが公然と行われているのが実態で、仲介業者は広告費や中間マージンを得ているにもかかわらず摘発を受けない無法状態となっている(個人間のRMTが違法ではない事を突いた、いわゆる法の抜け穴)。また、韓国製のゲームは公式にRMTを認めていたりシステムとして実装している場合もあり、運営会社の対応は原則RMT禁止の日本よりも緩い。中国でも組織的なRMTは違法であるが、実際にRMT行為そのものを理由として摘発が行われた事例は無い。欧米諸国の中には「ゲームのキャラクター等はゲーム運営会社ではなくユーザーの資産」と看做してRMTを容認する国も多い。ドイツでは、2016年にドイツ証券取引所がゲーム内アイテム専用の取引所を設立した。

### 日本のガチャ課金規制議論
日本のガチャ課金は今までトラブルも多く報道されており、欧米諸国でルートボックスの規制議論が始まると、日本政府にもガチャ課金規制の議題が持ち込まれており、議論されている
。